# The Candy Snatchers
Pour les articles homonymes, voir Candy et Snatcher.

The Candy Snatchers est un film américain réalisé par Guerdon Trueblood, sorti en 1973.

## Synopsis
une jeune adolescente qui fait du stop sur la route et elle se fait enlever par des Inconnus.

## Fiche technique
- Titre : The Candy Snatchers
- Réalisation : Guerdon Trueblood
- Scénario : Bryan Gindoff
- Production : Bryan Gindoff, Gary Adelman et Robert Misrach
- Société de production : Marmot Productions
- Musique : Robert Jackson Drasnin
- Photographie : Robert Maxwell
- Montage : Richard Greer
- Costumes : Anna Marie Trueblood
- Pays d'origine : États-Unis
- Format : Couleurs - 1,85:1 - Mono - 35 mm
- Genre : Horreur, thriller
- Durée : 94 minutes
- Date de sortie : juin 1973 (États-Unis)
- interdit aux moins de 12 ans

## Distribution
- Tiffany Bolling : Jessie
- Ben Piazza : Avery
- Susan Sennett : Candy
- Brad David : Alan
- Vince Martorano : Eddy
- Bonnie Boland : Audrey
- Jerry Butts : Dudley
- Leon Charles : Boss
- Dolores Dorn : Katherine
- Phyllis Major : Lisa
- Bill Woodard : Charlie
- Christopher Trueblood : Sean Newton

## Autour du film
- La chanson Money Is the Root of All Happiness (L'argent est à la base du bonheur) fut composée par Steve Singer et Dennis Jay Stewart.
- Vince Martorano, qui interprète ici le rôle d'Eddy, était le meilleur ami du cinéaste lorsqu'ils étudiaient tous deux à l'Université George Washington. Le petit garçon muet, est quant à lui interprété par le fils du réalisateur[1].